# Шор, Владимир Ефимович
Владимир Ефимович Шор (30 августа [12 сентября] 1917, Тбилиси — 12 ноября 1971, Ленинград) — русский советский литературовед и переводчик.

## Биография
Родился в 1917 году в Тифлисе. Отец — инженер, мать — врач. В 1924 году семья переехала в Ленинград.
В 1940 году окончил филологический факультет ЛГУ по роман-германскому отделению и был принят в аспирантуру.
В Великую Отечественную войну не был призван в армию в связи с полученной в детстве травмой — ампутацией левой руки в результате несчастного случая. В феврале 1942 года эвакуирован с университетом в Саратов.
Кандидат филологических наук (диссертация «Творчество братьев Гонкур», 1943).
С сентября 1946 года и до конца жизни работал на кафедре иностранных языков Горного института им. Г. В. Плеханова.
Преподавал также в Ленинградском государственном педагогическом институте им. А. И. Герцена.
Преподавал иностранные языки на курсах переводчиков при Ленинградском отделении Союза писателей СССР.
Был членом Союза писателей СССР.
Скончался 12 ноября 1971 года в Ленинграде.

## Творчество
Основные переводы Шора выполнены с английского, французского и немецкого языков. Это романы Вальтера Скотта «Аббат» (в соавторстве с Ахиллом Левинтоном), Хораса Уолпола «Замок Отранто», Жорж Санд «Мельник из Анжибо», трагедии Жана Расина «Ифигения» и «Андромаха» (оба перевода в соавторстве с женой, Инной Шафаренко), стихотворения и стихотворные драмы Виктора Гюго, Шарля Бодлера, Поля Верлена, Жюля Лафорга, Эмиля Верхарна и др.
Шор покровительствовал молодым поэтам, среди которых был, в частности, учившийся Горном институте Александр Городницкий, посвятивший затем Шору стихотворение:
 И вспомню я, над тишиной могил

 Услышав звон весеннего трамвая,

 Как Шор в аудиторию входил,

 Локтём протеза папку прижимая.

 Он кафедрой заведовал тогда,

 А я был первокурсником. Не в этом,

 Однако, дело: в давние года

 Он для меня был мэтром и поэтом.

 Ему, превозмогая лёгкий страх,

 Сдавал я переводы для зачёта.

 Мы говорили битый час о чём-то,

 Да не о чем-то, помню — о стихах.
Покровительство Шора и его жены вспоминает поэт Елена Игнатова, отмечая: «В этом доме царили интеллигентность, доброта, трудолюбие». Из письма Георгия Левинтона, публикуемого Константином Кузьминским, явствует, что по воспоминаниям Шора была записана часть стихотворного наследия Александра Ривина.
Неопубликованными остались стихотворные пародии Шора.
Дочь Шора — переводчик Юлия Шор.